# Saint Kitts i Nevis na letnich igrzyskach olimpijskich

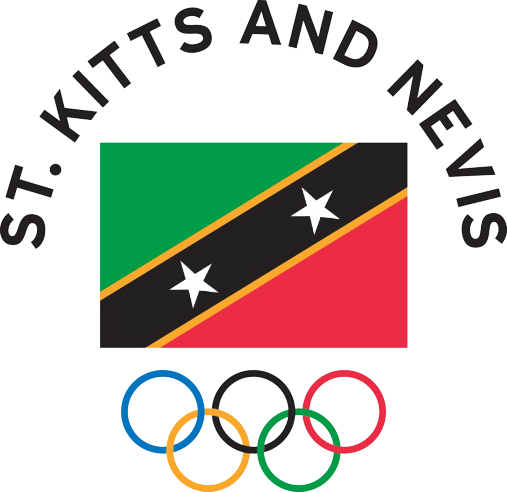
Logo Komitetu Olimpijskiego Saint Kitts i Nevis

Reprezentacja Saint Kitts i Nevis wystartowała we wszystkich letnich IO od igrzysk w Atlancie w 1996. Reprezentowana była przez 13 sportowców (4 mężczyzn i 9 kobiet). Do tej pory nie zdobyła żadnych medali..

## Klasyfikacja medalowa
| Igrzyska            | Złoto | Srebro | Brąz | Razem |
| ------------------- | ----- | ------ | ---- | ----- |
| 1996 Atlanta        | 0     | 0      | 0    | 0     |
| 2000 Sydney         | 0     | 0      | 0    | 0     |
| 2004 Ateny          | 0     | 0      | 0    | 0     |
| 2008 Pekin          | 0     | 0      | 0    | 0     |
| 2008 Londyn         | 0     | 0      | 0    | 0     |
| 2016 Rio de Janeiro | 0     | 0      | 0    | 0     |
| 2020 Tokio          | 0     | 0      | 0    | 0     |
| Razem               | 0     | 0      | 0    | 0     |